# Alejandro Roberto Gavatorta
Alejandro Gavatorta es un exfutbolista argentino nacido en Gálvez, Provincia de Santa Fe, Argentina, el 21 de marzo de 1980. Realizó las inferiores en el Club Atlético Barrio Oeste de Gálvez y luego realizó su carrera en Europa.

## Trayectoria
Nacido y criado en Gálvez, Provincia de Santa Fe, realizó las inferiores en el Club Atlético Barrio Oeste. El principal entrenador y profesor durante su edad formativa fue el señor Roque Del Monte. En el año 2001 fue a jugar a Colón y en 2004 se fue a Italia al VDA Aosta Sarre por unos pocos meses. En 2005 fue a Politehnica Iaşi de Rumania y en 2007 se convirtió en jugador del FC Thun de Suiza. 
Para la temporada 2009/2010 nuevamente volvió a Rumania para jugar en el Politehnica Iaşi, pero el club descendió a la segunda división y por problemas económicos no se anotó para participar del campeonato de segunda división de la liga rumana. Debido a esto el club desapareció.
Además de estos problemas en su club de Rumania, debido a problemas personales, como el fallecimiento de un ser querido muy cercano que vivía en Argentina, decidió terminar su carrera como futbolista profesional y volver a vivir en su país de origen.
Luego de unos años comenzó a trabajar como profesor de inferiores en clubes de la Provincia de Santa Fe.

## Clubes
| Club             | País      | Año       | PJ |
| ---------------- | --------- | --------- | -- |
| Colón            | Argentina | 2001-2004 | 23 |
| VDA Aosta Serre  | Italia    | 2004      | 4  |
| Politehnica Iaşi | Rumania   | 2005-2007 | 44 |
| FC Thun          | Suiza     | 2007-2008 | 45 |
| Politehnica Iaşi | Rumania   | 2008-2009 | 15 |